# Dayr-e Gachin
Dayr-e Gachin是伊朗境內的一個商隊驛站 ，它位于卡維爾國家公園內。 Dayr-e Gachin建於萨珊王朝時期， 塞尔柱帝国、萨非王朝以及卡扎尔王朝時期Dayr-e Gachin被多次修復。 2003年9月23日，Dayr-e Gachin被列入伊朗国家遗产名录。Dayr-e Gachin呈正方形，每個边长约110米，占地约12000平方米，共有44个客房。